# Orașul damnat
Orașul damnat (în rusă Хромая судьба) este un roman științifico-fantastic  scris de Arkadi și Boris Strugațki între 1971 și 1982. A fost publicat pentru prima dată (în formă prescurtată) în revista Neva în 1986.

## Traduceri în limba română
- Orașul damnat, Editura Paralela 45, 2002, ISBN 973-593-601-1[1]
- Orașul damnat, Editura Paralela 45, 2004, ISBN 5948362013267; ediția a II-a; traducere de Nicolae Iliescu[2]
- Orașul damnat, Editura Paralela 45, 2011, ISBN 9789734711413 - ediția a III-a[3]